# Список астероїдів (78801—78900)
| Назва                     | Тимчасове позначення | Дата відкриття  | Місце відкриття           | Відкривач                     |
| ------------------------- | -------------------- | --------------- | ------------------------- | ----------------------------- |
| (78801) 2003 AK88         | 2003 AK88            | 2 січня 2003    | Сокорро (Нью-Мексико)     | LINEAR                        |
| (78802) 2003 CC16         | 2003 CC16            | 7 лютого 2003   | Сокорро (Нью-Мексико)     | LINEAR                        |
| (78803) 2003 MK5          | 2003 MK5             | 26 червня 2003  | Сокорро (Нью-Мексико)     | LINEAR                        |
| (78804) 2003 NY8          | 2003 NY8             | 1 липня 2003    | Сокорро (Нью-Мексико)     | LINEAR                        |
| (78805) 2003 NN9          | 2003 NN9             | 2 липня 2003    | Сокорро (Нью-Мексико)     | LINEAR                        |
| (78806) 2003 OM5          | 2003 OM5             | 22 липня 2003   | Обсерваторія Галеакала    | NEAT                          |
| (78807) 2003 OR13         | 2003 OR13            | 28 липня 2003   | Паломарська обсерваторія  | NEAT                          |
| (78808) 2003 OY14         | 2003 OY14            | 22 липня 2003   | Паломарська обсерваторія  | NEAT                          |
| (78809) 2003 OR22         | 2003 OR22            | 30 липня 2003   | Сокорро (Нью-Мексико)     | LINEAR                        |
| (78810) 2003 ON31         | 2003 ON31            | 30 липня 2003   | Сокорро (Нью-Мексико)     | LINEAR                        |
| (78811) 2003 PD           | 2003 PD              | 1 серпня 2003   | Сокорро (Нью-Мексико)     | LINEAR                        |
| (78812) 2003 PC1          | 2003 PC1             | 1 серпня 2003   | Сокорро (Нью-Мексико)     | LINEAR                        |
| (78813) 2003 PT3          | 2003 PT3             | 2 серпня 2003   | Обсерваторія Галеакала    | NEAT                          |
| (78814) 2003 PX3          | 2003 PX3             | 2 серпня 2003   | Обсерваторія Галеакала    | NEAT                          |
| (78815) 2003 PN6          | 2003 PN6             | 1 серпня 2003   | Сокорро (Нью-Мексико)     | LINEAR                        |
| 78816 Каріпіто (Caripito) | 2003 PZ9             | 4 серпня 2003   | Обсерваторія Джорджа      | Дж. Деллінджер                |
| (78817) 2003 QO1          | 2003 QO1             | 20 серпня 2003  | Паломарська обсерваторія  | NEAT                          |
| (78818) 2003 QR5          | 2003 QR5             | 17 серпня 2003  | Обсерваторія Квістаберг   | Астероїдний огляд Уппсала-DLR |
| (78819) 2003 QQ6          | 2003 QQ6             | 20 серпня 2003  | Станція Кампо Імператоре  | CINEOS                        |
| (78820) 2003 QT6          | 2003 QT6             | 20 серпня 2003  | Паломарська обсерваторія  | NEAT                          |
| (78821) 2003 QB11         | 2003 QB11            | 20 серпня 2003  | Обсерваторія Галеакала    | NEAT                          |
| (78822) 2003 QO12         | 2003 QO12            | 22 серпня 2003  | Обсерваторія Галеакала    | NEAT                          |
| (78823) 2003 QA13         | 2003 QA13            | 22 серпня 2003  | Обсерваторія Галеакала    | NEAT                          |
| (78824) 2003 QS13         | 2003 QS13            | 22 серпня 2003  | Обсерваторія Галеакала    | NEAT                          |
| (78825) 2003 QF14         | 2003 QF14            | 20 серпня 2003  | Паломарська обсерваторія  | NEAT                          |
| (78826) 2003 QE17         | 2003 QE17            | 22 серпня 2003  | Паломарська обсерваторія  | NEAT                          |
| (78827) 2003 QS18         | 2003 QS18            | 22 серпня 2003  | Паломарська обсерваторія  | NEAT                          |
| (78828) 2003 QB21         | 2003 QB21            | 22 серпня 2003  | Паломарська обсерваторія  | NEAT                          |
| (78829) 2003 QA22         | 2003 QA22            | 20 серпня 2003  | Обсерваторія Галеакала    | NEAT                          |
| (78830) 2003 QV24         | 2003 QV24            | 22 серпня 2003  | Станція Кампо Імператоре  | CINEOS                        |
| (78831) 2003 QT25         | 2003 QT25            | 22 серпня 2003  | Паломарська обсерваторія  | NEAT                          |
| (78832) 2003 QN26         | 2003 QN26            | 22 серпня 2003  | Обсерваторія Галеакала    | NEAT                          |
| (78833) 2003 QU28         | 2003 QU28            | 22 серпня 2003  | Паломарська обсерваторія  | NEAT                          |
| (78834) 2003 QM35         | 2003 QM35            | 22 серпня 2003  | Паломарська обсерваторія  | NEAT                          |
| (78835) 2003 QH37         | 2003 QH37            | 22 серпня 2003  | Сокорро (Нью-Мексико)     | LINEAR                        |
| (78836) 2003 QT39         | 2003 QT39            | 22 серпня 2003  | Сокорро (Нью-Мексико)     | LINEAR                        |
| (78837) 2003 QG43         | 2003 QG43            | 22 серпня 2003  | Сокорро (Нью-Мексико)     | LINEAR                        |
| (78838) 2003 QY43         | 2003 QY43            | 22 серпня 2003  | Обсерваторія Галеакала    | NEAT                          |
| (78839) 2003 QM44         | 2003 QM44            | 23 серпня 2003  | Паломарська обсерваторія  | NEAT                          |
| (78840) 2003 QE47         | 2003 QE47            | 24 серпня 2003  | Сокорро (Нью-Мексико)     | LINEAR                        |
| (78841) 2003 QG47         | 2003 QG47            | 24 серпня 2003  | Сокорро (Нью-Мексико)     | LINEAR                        |
| (78842) 2003 QH47         | 2003 QH47            | 24 серпня 2003  | Сокорро (Нью-Мексико)     | LINEAR                        |
| (78843) 2003 QL50         | 2003 QL50            | 22 серпня 2003  | Паломарська обсерваторія  | NEAT                          |
| (78844) 2003 QO51         | 2003 QO51            | 22 серпня 2003  | Станція Кампо Імператоре  | CINEOS                        |
| (78845) 2003 QZ53         | 2003 QZ53            | 23 серпня 2003  | Сокорро (Нью-Мексико)     | LINEAR                        |
| (78846) 2003 QN56         | 2003 QN56            | 23 серпня 2003  | Сокорро (Нью-Мексико)     | LINEAR                        |
| (78847) 2003 QS56         | 2003 QS56            | 23 серпня 2003  | Сокорро (Нью-Мексико)     | LINEAR                        |
| (78848) 2003 QH61         | 2003 QH61            | 23 серпня 2003  | Сокорро (Нью-Мексико)     | LINEAR                        |
| (78849) 2003 QB62         | 2003 QB62            | 23 серпня 2003  | Сокорро (Нью-Мексико)     | LINEAR                        |
| (78850) 2003 QC62         | 2003 QC62            | 23 серпня 2003  | Сокорро (Нью-Мексико)     | LINEAR                        |
| (78851) 2003 QE62         | 2003 QE62            | 23 серпня 2003  | Сокорро (Нью-Мексико)     | LINEAR                        |
| (78852) 2003 QR62         | 2003 QR62            | 23 серпня 2003  | Сокорро (Нью-Мексико)     | LINEAR                        |
| (78853) 2003 QN64         | 2003 QN64            | 23 серпня 2003  | Сокорро (Нью-Мексико)     | LINEAR                        |
| (78854) 2003 QP64         | 2003 QP64            | 23 серпня 2003  | Сокорро (Нью-Мексико)     | LINEAR                        |
| (78855) 2003 QU66         | 2003 QU66            | 22 серпня 2003  | Сокорро (Нью-Мексико)     | LINEAR                        |
| (78856) 2003 QR68         | 2003 QR68            | 25 серпня 2003  | Сокорро (Нью-Мексико)     | LINEAR                        |
| (78857) 2003 QO70         | 2003 QO70            | 22 серпня 2003  | Станція Кампо Імператоре  | CINEOS                        |
| (78858) 2003 QX73         | 2003 QX73            | 24 серпня 2003  | Сокорро (Нью-Мексико)     | LINEAR                        |
| (78859) 2003 QW76         | 2003 QW76            | 24 серпня 2003  | Сокорро (Нью-Мексико)     | LINEAR                        |
| (78860) 2003 QH77         | 2003 QH77            | 24 серпня 2003  | Сокорро (Нью-Мексико)     | LINEAR                        |
| (78861) 2003 QN77         | 2003 QN77            | 24 серпня 2003  | Сокорро (Нью-Мексико)     | LINEAR                        |
| (78862) 2003 QS77         | 2003 QS77            | 24 серпня 2003  | Сокорро (Нью-Мексико)     | LINEAR                        |
| (78863) 2003 QJ78         | 2003 QJ78            | 24 серпня 2003  | Сокорро (Нью-Мексико)     | LINEAR                        |
| (78864) 2003 QN78         | 2003 QN78            | 24 серпня 2003  | Сокорро (Нью-Мексико)     | LINEAR                        |
| (78865) 2003 QX78         | 2003 QX78            | 24 серпня 2003  | Сокорро (Нью-Мексико)     | LINEAR                        |
| (78866) 2003 QQ79         | 2003 QQ79            | 27 серпня 2003  | Сокорро (Нью-Мексико)     | LINEAR                        |
| (78867) 2003 QE81         | 2003 QE81            | 23 серпня 2003  | Обсерваторія Серро Тололо | Марк Буї                      |
| (78868) 2003 QE87         | 2003 QE87            | 25 серпня 2003  | Сокорро (Нью-Мексико)     | LINEAR                        |
| (78869) 2003 QV88         | 2003 QV88            | 25 серпня 2003  | Сокорро (Нью-Мексико)     | LINEAR                        |
| (78870) 2003 QO94         | 2003 QO94            | 28 серпня 2003  | Обсерваторія Галеакала    | NEAT                          |
| (78871) 2003 QS95         | 2003 QS95            | 30 серпня 2003  | Обсерваторія Кітт-Пік     | Spacewatch                    |
| (78872) 2003 QP102        | 2003 QP102           | 31 серпня 2003  | Обсерваторія Кітт-Пік     | Spacewatch                    |
| (78873) 2003 QX103        | 2003 QX103           | 31 серпня 2003  | Обсерваторія Галеакала    | NEAT                          |
| (78874) 2003 QE105        | 2003 QE105           | 31 серпня 2003  | Обсерваторія Галеакала    | NEAT                          |
| (78875) 2003 RH1          | 2003 RH1             | 2 вересня 2003  | Сокорро (Нью-Мексико)     | LINEAR                        |
| (78876) 2003 RE7          | 2003 RE7             | 4 вересня 2003  | Обсерваторія Галеакала    | NEAT                          |
| (78877) 2003 RO10         | 2003 RO10            | 4 вересня 2003  | Сокорро (Нью-Мексико)     | LINEAR                        |
| (78878) 2003 RK13         | 2003 RK13            | 15 вересня 2003 | Паломарська обсерваторія  | NEAT                          |
| (78879) 2003 RK15         | 2003 RK15            | 15 вересня 2003 | Обсерваторія Галеакала    | NEAT                          |
| (78880) 2003 RR16         | 2003 RR16            | 13 вересня 2003 | Станція Андерсон-Меса     | LONEOS                        |
| (78881) 2003 RL22         | 2003 RL22            | 15 вересня 2003 | Обсерваторія Галеакала    | NEAT                          |
| (78882) 2003 RD23         | 2003 RD23            | 13 вересня 2003 | Обсерваторія Галеакала    | NEAT                          |
| (78883) 2003 RJ25         | 2003 RJ25            | 15 вересня 2003 | Паломарська обсерваторія  | NEAT                          |
| (78884) 2003 SW2          | 2003 SW2             | 16 вересня 2003 | Паломарська обсерваторія  | NEAT                          |
| (78885) 2003 SZ11         | 2003 SZ11            | 16 вересня 2003 | Обсерваторія Кітт-Пік     | Spacewatch                    |
| (78886) 2003 SC12         | 2003 SC12            | 16 вересня 2003 | Обсерваторія Кітт-Пік     | Spacewatch                    |
| (78887) 2003 SS32         | 2003 SS32            | 17 вересня 2003 | Обсерваторія Чрні Врх     | Юре Скварч                    |
| (78888) 2003 SC33         | 2003 SC33            | 19 вересня 2003 | Сокорро (Нью-Мексико)     | LINEAR                        |
| (78889) 2003 SA36         | 2003 SA36            | 18 вересня 2003 | Сокорро (Нью-Мексико)     | LINEAR                        |
| (78890) 2003 SV39         | 2003 SV39            | 16 вересня 2003 | Паломарська обсерваторія  | NEAT                          |
| (78891) 2003 SH40         | 2003 SH40            | 16 вересня 2003 | Паломарська обсерваторія  | NEAT                          |
| (78892) 2003 SH46         | 2003 SH46            | 16 вересня 2003 | Станція Андерсон-Меса     | LONEOS                        |
| (78893) 2003 SJ48         | 2003 SJ48            | 18 вересня 2003 | Обсерваторія Кітт-Пік     | Spacewatch                    |
| (78894) 2003 SM49         | 2003 SM49            | 18 вересня 2003 | Паломарська обсерваторія  | NEAT                          |
| (78895) 2003 SH53         | 2003 SH53            | 19 вересня 2003 | Паломарська обсерваторія  | NEAT                          |
| (78896) 2003 SH57         | 2003 SH57            | 16 вересня 2003 | Обсерваторія Кітт-Пік     | Spacewatch                    |
| (78897) 2003 SB58         | 2003 SB58            | 16 вересня 2003 | Обсерваторія Кітт-Пік     | Spacewatch                    |
| (78898) 2003 SS58         | 2003 SS58            | 17 вересня 2003 | Станція Андерсон-Меса     | LONEOS                        |
| (78899) 2003 SA62         | 2003 SA62            | 17 вересня 2003 | Сокорро (Нью-Мексико)     | LINEAR                        |
| (78900) 2003 SM65         | 2003 SM65            | 18 вересня 2003 | Станція Андерсон-Меса     | LONEOS                        |